# Microgramma ulei
Microgramma ulei là một loài thực vật có mạch trong họ Polypodiaceae. Loài này được (Ule) Stolze miêu tả khoa học đầu tiên năm 1993.